# Plouagat
Plouagat foi uma antiga comuna francesa na região administrativa da Bretanha, no departamento Côtes-d'Armor. Estendia-se por uma área de 32,15 km². Em 2010 a comuna tinha 3 943 habitantes (densidade: 122,6 hab./km²).
Em 1 de janeiro de 2019, passou a formar parte da nova comuna de Châtelaudren-Plouagat.